# ÒCTele
ÒCTele és un canal de televisió en occità per internet dirigida per Lionel Buannic.
Va començar les seves emissions el 20 de desembre de 2013, esdevenint la primera cadena en emetre íntegrament en llengua occitana a partir de l’experiència d’aquesta televisió per IP bretona Brezhoweb. La seva seu és a Pau i els seus estudis es troben a Lescar, al Bearn.
Òc Tele emet cada dia en directe durant quatre hores, de 18:30 a 22:30. La resta d'hores els programes són recuperables a través del seu lloc web.
Hi ha presència dels dialectes gascó, llenguadocià i llemosí.
Al 2021 arribà a un acord amb el govern de la regió dels Pirineus Atlàntics per la col·laboració d'ambdues entitats en la producció de programes televisius.